# Philautus glandulosus
Philautus glandulosus är en groddjursart som först beskrevs av Jerdon 1854.  Philautus glandulosus ingår i släktet Philautus och familjen trädgrodor. Inga underarter finns listade i Catalogue of Life.